# 레본 테르페트로샨
레본 하코비 테르페트로샨(아르메니아어: Լևոն Հակոբի Տեր-Պետրոսյան, 1945년 1월 9일~)은 아르메니아의 초대 대통령이다.

## 생애
시리아의 알레포에서 태어났다. 페트로샨은 한때, 아르메니아 SSR의 당 서기장을 지낸바가 있으며, 아르메니아가 1991년에 소비에트 연방으로부터 독립을 하자, 아르메니아의 초대 대통령 자리에 취임했다.